# Gare de Bruges
Gare de Bruges – przystanek kolejowy w Bruges, w departamencie Żyronda, w regionie Nowa Akwitania, we Francji.
Jest przystankiem Société nationale des chemins de fer français (SNCF). Obsługiwany jest przez pociągi TER Aquitaine.

## Położenie
Znajduje się na 4,550 km linii Ravezies – Pointe-de-Grave.

## Linie kolejowe
- Ravezies – Pointe-de-Grave